# Tuberculatus borealis
Tuberculatus borealis är en insektsart som först beskrevs av Krzywiec 1971. Enligt Catalogue of Life ingår Tuberculatus borealis i släktet Tuberculatus och familjen långrörsbladlöss, men enligt Dyntaxa är tillhörigheten istället släktet Tuberculatus och familjen borstbladlöss. Arten är reproducerande i Sverige. Inga underarter finns listade i Catalogue of Life.